# Термен (Вале)
Термен (нім. Termen) — громада  в Швейцарії в кантоні Вале, округ Бріг.

## Географія
Громада розташована на відстані близько 85 км на південний схід від Берна, 55 км на схід від Сьйона.
Термен має площу 18,7 км², з яких на 3% дозволяється будівництво (житлове та будівництво доріг), 42,8% використовуються в сільськогосподарських цілях, 29,6% зайнято лісами, 24,6% не є продуктивними (річки, льодовики або гори).

## Демографія
2019 року в громаді мешкало 971 особа (+12,5% порівняно з 2010 роком), іноземців було 5,5%. Густота населення становила 52 осіб/км².
За віковим діапазоном населення розподілялося таким чином: 23% — особи молодші 20 років, 58,6% — особи у віці 20—64 років, 18,4% — особи у віці 65 років та старші. Було 377 помешкань (у середньому 2,6 особи в помешканні).
Із загальної кількості 171 працюючого 35 було зайнятих в первинному секторі, 43 — в обробній промисловості, 93 — в галузі послуг.